# Gyps
Gyps  ist eine Gattung der Greifvögel aus der Unterfamilie der Altweltgeier (Aegypiinae). Die Arten der Gattung sind ausnahmslos große bis sehr große Vögel und zählen zu den größten Greifvögeln überhaupt. Die größte Art, der Schneegeier (Gyps himalayensis) erreicht eine Flügelspannweite bis 2,89 m und ein Gewicht bis zu 12 kg. Bei allen Arten sind Kopf und Hals dicht hell bedunt. Der sehr kräftige Schnabel ist lang und zeigt einen fast geraden First. Am Halsansatz befindet sich eine vorn unterbrochene Federkrause. Die Flügel sind sehr lang und breit, der Schwanz ist relativ kurz und gerade oder schwach gerundet. Alle Arten ernähren sich fast ausschließlich von Aas.
Die 8 Arten der Gattung sind in Südeuropa, Afrika und im südlichen Ostasien beheimatet. In Europa kommt eine Art vor, der Gänsegeier (Gyps fulvus). 

## Etymologie
Die Bezeichnung Gyps für die Gattung der Geier basiert auf altgriechisch γύψ gýps, deutsch ‚Geier‘.
In deutschsprachigen Enzyklopädien des 18., 19. und 20. Jahrhunderts wird die Bezeichnung „Gyps“ und entsprechende Komposita basierend auf dem griechischen Wort γύψος gypsos (gebrannter Gips, Kreide) auch für Gips genutzt.

## Arten
- Bengalgeier (Gyps bengalensis)
- Kapgeier oder Fahlgeier (Gyps coprotheres)
- Gänsegeier (Gyps fulvus)
- Indiengeier (Gyps indicus)
- Dünnschnabelgeier (Gyps tenuirostris)
- Schneegeier (Gyps himalayensis)
- Sperbergeier (Gyps rueppelli)
- Weißrückengeier (Gyps africanus)

## Weiterführende Literatur
- Jeff A. Johnson, Heather R. L. Lerner, Pamela C. Rasmussen, David P. Mindell: Systematics within Gyps vultures. A clade at risk. In: BMC Evolutionary Biology, Bd. 6 (2006), Heft 6, S. 65ff. ISSN 1471-2148 doi:10.1186/1471-2148-6-65